# От Еріксон
От Еріксон (англ. Aut Erickson, 25 січня 1938, Летбридж — 21 серпня 2010, Морено-Валлі) — канадський хокеїст, що грав на позиції захисника. Згодом — хокейний тренер.

## Ігрова кар'єра
Професійну хокейну кар'єру розпочав 1955 року.
Протягом професійної клубної ігрової кар'єри, що тривала 16 років, захищав кольори команд «Чикаго Блек Гокс», «Бостон Брюїнс», «Торонто Мейпл-Ліфс» та «Окленд Сілс».

## Тренерська робота
Два сезони (1970—1972) був головним тренером клубу «Фінікс Роудраннерс» (ЗХЛ).

## Нагороди та досягнення
- Володар Кубка Колдера в складі «Баффало Бізонс» — 1963.
- Володар Кубка Стенлі в складі «Торонто Мейпл-Ліфс» — 1967.

## Статистика НХЛ
|                  | Сезони | І   | Г | П  | О  | ШХ  |
| ---------------- | ------ | --- | - | -- | -- | --- |
| Регулярний сезон | 7      | 226 | 7 | 24 | 30 | 182 |
| Плей-оф          | 2      | 7   | 0 | 0  | 0  | 2   |

## Смерть
Еріксон помер у серпні 2010 року після тривалої боротьби з раком.